# Bócsa
Bócsa é um município da Hungria, situado no condado de Bács-Kiskun. Tem 97,04 km² de área e sua população em 2015 foi estimada em 1.811 habitantes.